# Grzegorz Stellak
Grzegorz Józef Stellak, född 11 mars 1951 i Płock i Masoviens vojvodskap, död 17 november 2023, var en polsk roddare.
Han tog OS-brons i fyra med styrman i samband med de olympiska roddtävlingarna 1980 i Moskva.